# Léonard Autié
Léonard-Alexis Autié, também Autier (Pamiers, c. 1751 – Paris, 20 de março de 1820), frequentemente referido simplesmente como Monsieur Léonard, era o cabeleireiro favorito da Rainha Maria Antonieta.

## Início de vida e carreira
Nascido na cidade medieval de Pamiers, no sudoeste da França, Léonard era filho de Alexis Autié e Catherine Fournier, ambos empregados domésticos. Ele passou um tempo em Bordeaux, onde começou a trabalhar como cabeleireiro.
Em 1769, Léonard mudou-se para Paris, onde começou a modelar o cabelo de Julie Niébert, uma atriz do Théâtre de Nicolet. Seus penteados incomuns imediatamente atraíram a atenção, e ele logo estava modelando o cabelo de mulheres da nobreza, incluindo Madame du Barry, amante do Rei Luís XV, e a Marquesa de Langeac, uma dama de companhia de Delfina Maria Antonieta. Em 1772, ele se tornou o cabeleireiro da própria Delfina.
Em janeiro de 1774, a pedido de Maria Antonieta, Léonard e Rose Bertin (sua modista) 'ressuscitaram' a revista de moda francesa, o Journal des Dames. A Delfina financiou o empreendimento, e a Baronesa de Prinzen, em dificuldades financeiras, concordou em emprestar seu nome ao projeto como "editora-chefe". Desnecessário dizer que a primeira edição foi altamente elogiosa ao vestido e aos penteados da Delfina. Também apresentou um novo penteado inventado por Mademoiselle Bertin, o ques-a-co ("O que é isso?"), consistindo de três penas na parte de trás da cabeça, formando algo semelhante a um ponto de interrogação. Logo, passou a ser usado por todas as princesas da corte, e até mesmo pela amante do rei, Madame du Barry. Embora Léonard e Rose fossem "como duas boas irmãs", Léonard não pôde deixar de sentir um pouco de ciúmes e, em pouco tempo, inventou o pouf, que foi usado pela primeira vez em abril de 1774 pela Duquesa de Chartres, mas logo foi adotado por Maria Antonieta, que o tornou muito popular.

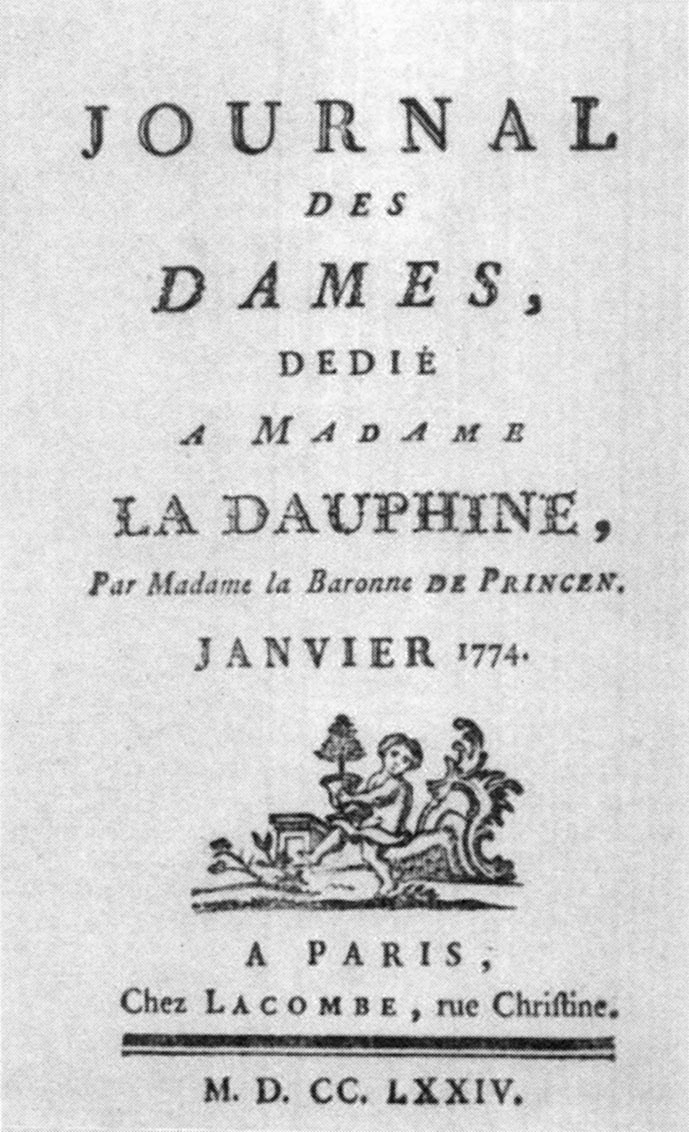
Journal des Dames, 1774
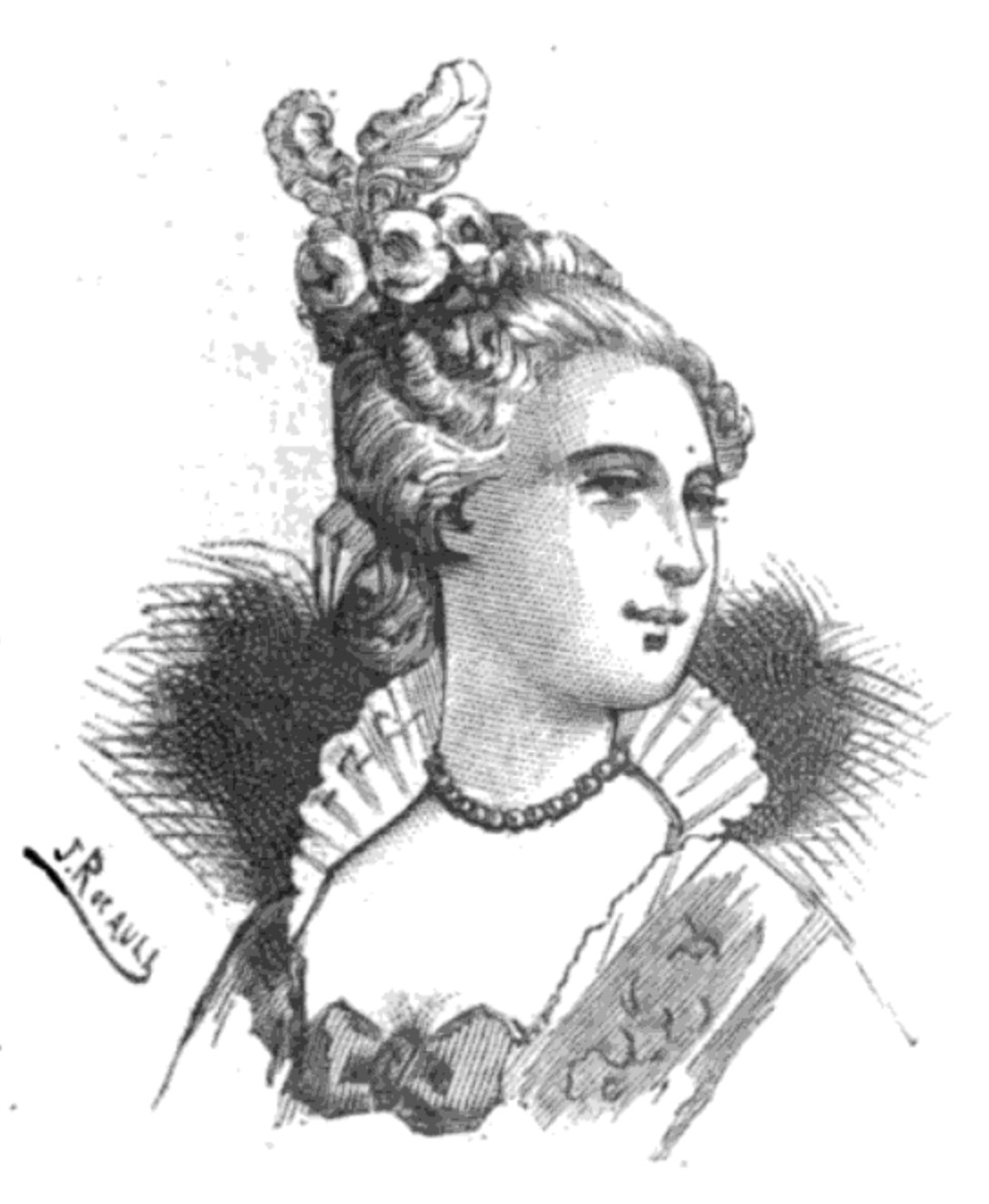
O penteado ques-à-co, criado por Rose Bertin
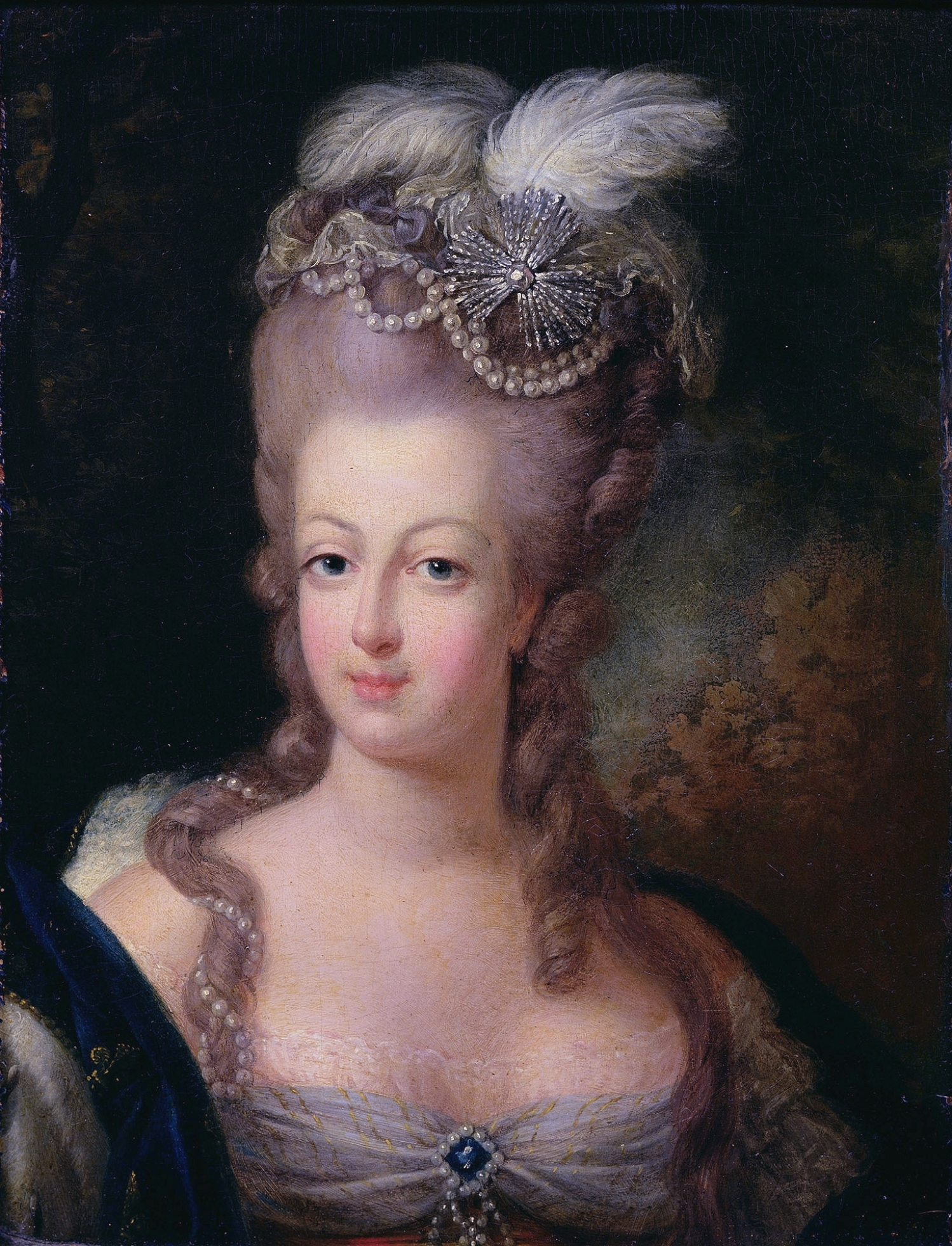
O penteado pouf em Maria Antonieta

O sucesso de Léonard permitiu-lhe estabelecer uma escola e estúdio de cabeleireiro, a Académie de coiffeur, que acabou por se situar na rue de la Chaussée-d'Antin em Paris. Ele foi acompanhado neste empreendimento pelos seus dois irmãos, Pierre e Jean-François. Jean-François e o seu primo Villanou também trabalharam como cabeleireiros na Casa de Maria Antonieta, enquanto Pierre trabalhava para a irmã do rei, Madame Isabel. Aproveitando a fama do seu irmão, Pierre e Jean-François também usaram o nome Léonard, criando muita confusão para os historiadores subsequentes.
Em 1787, Léonard já havia acumulado riqueza suficiente para não precisar mais cuidar dos cabelos para sobreviver. Ele ainda era chamado de Coiffeur de la Reine (Cabeleireiro da Rainha) e cuidava dos cabelos de Maria Antonieta sob encomenda para ocasiões especiais, como recepções de gala e bailes. Seu irmão mais novo, Jean-François, era responsável por cuidar dos cabelos dela diariamente e também assumiu a direção da Académie de coiffure.

## Revolução Francesa
Em junho de 1791, seu irmão Jean-François Autié acompanhou o Duque de Choiseul durante a fuga da família real para Varennes. Após a prisão da família real, Jean-François foi para o exterior e foi acompanhado por Leónard. Depois de três meses, Léonard retornou a Paris. À medida que a Revolução Francesa progredia e a situação dos associados a Maria Antonieta se deteriorava, Léonard deixou a França novamente (provavelmente no final de junho de 1792) e eventualmente foi para a Rússia. Jean-François permaneceu na França e, devido ao seu envolvimento na fuga para Varennes, foi guilhotinado em 25 de julho de 1794. Léonard não retornou à França até 1814, depois que Luís XVIII foi restaurado ao trono.
Léonard morreu em 20 de março de 1820, em Paris.

## Memórias
Suas supostas memórias foram publicadas postumamente em 1838 por Alphonse Levavaseur em Paris como Souvenirs de Léonard, coiffeur de la reine Marie-Antoinette. A autenticidade deste livro é contestada: a sua autoria real foi atribuída a Louis-François L'Héritier ou Étienne-Léon de Lamothe-Langon.